# Клин (град)
Вижте пояснителната страница за други значения на Клин.
Клин (на руски: Клин) е град в Русия, административен център на Клински район, Московска област. Населението му към 1 януари 2018 е 79 168 души.